# Marcel Aiglin

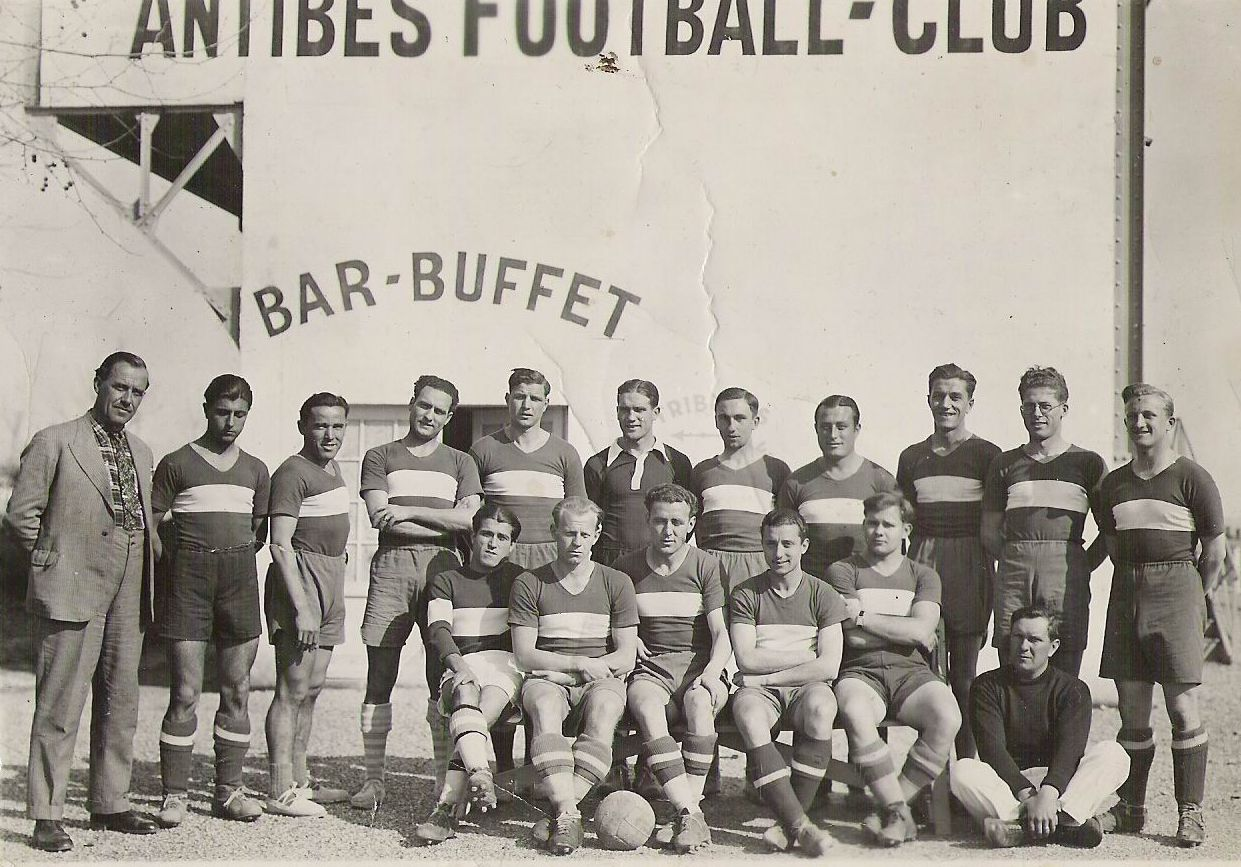
FC d'Antibes - Juans les Pins 1935.
De gauche à droite, premier rang : Rodriguez, Cax, Kovacs, Fechino, Belko. Second Rang : Aiglin, Meligat, Bernardi, Pohan, Bessero, Masset, Cazal, Pietri, Semeria, Brehm

Marcel Aiglin est un footballeur français, né le 28 décembre 1913 aux Arcs (Var) et mort le 14 janvier 2004 à Nice. Il a évolué en première division au FC Antibes à partir de la saison1934/1935 jusqu'en 1939

## Biographie
Natif de Draguignan dans le département du Var, il joue durant sa carrière au poste d'avant-centre. Il a d'abord évolué dans le championnat amateur au SC Cogolinois (Sporting Club de Cogolin) jusqu'à la fin de la saison 1933-1934. Durant cette saison le club de Cogolin parviendra à se hisser jusqu'au quatrième tour de la Coupe de France où il sera éliminé par l'Olympique de Marseille.
À partir de la saison 1934/1936 jusqu'en 1939, il évoluera au FC Antibes, d'abord avec l'équipe réserve pro du club où il participe aux Challenges du Sud-Est et aux Coupes Louis Grosso. Il évolue notamment aux côtés de grands joueurs du FC Antibes tel que Fechino, Belko, Cazal, Masset, Bessero, Pohan ou encore Rodriguez. À partir de 1938 il jouera régulièrement avec l'équipe première. La Seconde Guerre mondiale mettra un terme à sa carrière.